# Karnes County
Karnes County är ett administrativt område i delstaten Texas, USA. År 2010 hade county 14 824 invånare (2010). Den administrativa huvudorten (county seat) är Karnes City.

## Geografi
Enligt United States Census Bureau har countyt en total area på 1 952 km². 1 943 km² av den arean är land och 8 km² är vatten.

### Angränsande countyn
- Gonzales County - nordost
- DeWitt County - öster
- Goliad County - sydost
- Bee County - söder
- Live Oak County - sydväst
- Atascosa County - väster
- Wilson County - nordväst